# カンボジア海軍艦艇一覧
カンボジア海軍艦艇一覧は、カンボジア王国海軍が過去保有した、または現在保有する、または将来保有する予定の、未完成・計画中止を含めた歴代艦艇一覧である。
凡例

## 現有勢力（2024年現在）
- 国防予算：10億ドル[1]
- 海軍人員：4,100名（海兵隊を含む）[1]
- 艦船隻数：17隻（排水量20t以上）[1]

高速艇×4
哨戒艇×13

## 艦艇一覧（近代海軍以前）

### その他
ヨット
- （Lutin） - 1877年、1門

## 艦艇一覧（近代海軍）

### 哨戒艦艇

#### 哨戒・警備艦艇
哨戒艇
- 改『ステンカ』型×2

（Mondolkiri）、（Ratanakiri）
- Kaoh級×2 ※ 河川哨戒艇

（Kaoh Chhlam）、（Kaoh Rong）